# L'isola dei cavalli selvaggi
L'isola dei cavalli selvaggi (Touching Wild Horses) è un film del 2002 diretto da Eleanor Lindo.

## Trama
Mark, perso il padre e la sorella e con la madre ridotta in coma per un incidente stradale, viene mandato a vivere con la zia Fiona, l'unica parente stretta rimastagli. Fiona è una persona schiva, ma nel profondo è una persona buona e con un grande cuore. Era un insegnante che ha lasciato il suo lavoro per andare a vive da sola in un'isola dove, non si sa come, vivono dei cavalli selvaggi. In quest'isola Fiona osserva e documenta i cavalli e la natura dell'isola. All'arrivo di Mark, non è molto contenta, ma questo non le impedirà di istruire il ragazzo a dovere; così Fiona e Mark cominciano a conoscersi nonostante i pregiudizi iniziali.